# Puichéric
Puichéric trong tiếng Occitan Puegeric là một xã ở tỉnh Aude, vùng Occitanie của Pháp. Xã này nằm bên sông Aude và kênh đào Midi ở Minervois.

Người dân địa phương trong tiếng Pháp gọi là Puichéricois.

## Hành chính
| Giai đoạn | Tên                       | Đảng | Chức vụ                                |
| --------- | ------------------------- | ---- | -------------------------------------- |
| 1790-1792 | Baudille Fabre            |      |                                        |
| 1792-1794 | Étienne Bessière          |      |                                        |
| 1794-1813 | Jean Masson               |      |                                        |
| 1813-1815 | Gabriel Peirière          |      |                                        |
| 1815-1821 | Jean-Pierre Dessalle      |      |                                        |
| 1821-1830 | Antoine Segonne           |      |                                        |
| 1830-1831 | Charles Bacou             |      |                                        |
| 1831-1837 | Louis Curade              |      |                                        |
| 1837-1840 | Joseph Debax              |      |                                        |
| 1840-1848 | Jean-Pierre Simon Reverdy |      |                                        |
| 1848-1848 | Hercule Pelegry           |      |                                        |
| 1848-1861 | Jean Antoine Segonne      |      |                                        |
| 1861-1870 | Gustave Bessière          |      |                                        |
| 1870-1871 | Émile Curade              |      |                                        |
| 1871-1876 | Gustave Bessière          |      |                                        |
| 1876-1899 | Émile Curade              |      |                                        |
| 1899-1908 | Edmond Delon              |      |                                        |
| 1908-1929 | Jules Albert              |      |                                        |
| 1929-1932 | Léopold Bonnafous         |      |                                        |
| 1932-1935 | Armand Ramon              |      |                                        |
| 1935-1943 | François Berthomieu       |      |                                        |
| 1943-1944 | Charles Servage           |      | Chủ tịch đoàn đại biểu đặc biệt        |
| 1944-1952 | Eugène Barrier            |      | Chủ tịch Ủy ban giải phóng địa phương. |
| 1952-1977 | Jean Bonnery              |      |                                        |
| 1977-1989 | Armand Armengaud          |      |                                        |
| 1989-2001 | Jean-Claude Canal         |      |                                        |
| 2001-2007 | Carmen Péany              |      | Qua đời ngày 13 tháng 10               |
| 2007-2008 | Guy Faur                  |      | Được bầu ngày 26 tháng 11 năm 2007     |
| 2008-     | Marc DORMIERES            |      |                                        |

## Thông tin nhân khẩu
| 1962                                         | 1968  | 1975  | 1982  | 1990  | 1999  |
| -------------------------------------------- | ----- | ----- | ----- | ----- | ----- |
| .                                            | 1 023 | 1 010 | 1 056 | 1 019 | 1 025 |
| Số liệu từ năm 1962: Dân số không tính trùng |       |       |       |       |       |